# Ярни, Роберт
Ро́берт Я́рни (хорв.  Robert Jarni; род. 26 октября 1968[…], Чаковец) — югославский и хорватский футболист, а также игрок в мини-футбол. Выступал на позиции левого полузащитника. Играл за сборные Югославии и Хорватии. Участник трёх чемпионатов мира.

## Клубная карьера
Роберт начал карьеру в любительской команде родного города, которая сейчас известна как ФК «Чаковец». В феврале 1986 года Роберт перешёл в «Хайдук», в котором и началась его профессиональная карьера. За клуб из Сплита он выступал до 1991 года, а затем отправился в Италию, перейдя в «Бари». Отыграв за клуб два сезона, он перешёл в «Торино», а через сезон в «Ювентус». По окончании сезона 1994/95 Ярни переехал в Испанию, подписав контракт с «Бетисом». В Испании он отыграл три сезона.
В 1998 году Роберт перешёл в «Ковентри», но за английский клуб не сыграл ни одного матча, сразу же вернувшись в Испанию, на этот раз в мадридский «Реал». В 1999 году из «Реала» Ярни перешёл в «Лас-Пальмас», которому помог завоевать место в Примере. В 2001 году Роберт покинул испанский клуб и подписал контракт с «Панатинаикосом». После чемпионата мира 2002 года Роберт Ярни объявил о завершении своей карьеры.

## Карьера в сборной
Дебютировал в сборной Югославии 26 мая 1990 года в товарищеском матче с Испанией (0:1).
В декабре 1990 года состоялся его дебют и в сборной Хорватии. На чемпионате мира 1990 года Роберт Ярни сыграл одну игру (46 минут), против сборной Колумбии. В 1996 году Роберт Ярни сыграл во всех четырёх матчах сборной Хорватии на чемпионате Европы.
Участник чемпионата мира 1998 года, на котором выиграл бронзовые медали в составе сборной Хорватии. На чемпионате мира 1998 года Роберт Ярни сыграл 7 матчей, 630 минут, заработал 1 жёлтую карточку, забил гол в ворота сборной Германии. Также он входил в сборную на чемпионате мира 2002 года.
Роберт Ярни сыграл за сборную Хорватии 81 матч и был рекордсменом по этому показателю, пока результат не перекрыл Дарио Шимич. На чемпионатах мира Роберт Ярни сыграл 11 матчей, 946 минут, заработал 1 жёлтую карточку, забил 1 гол. На молодёжном чемпионате мира 1987 года Роберт Ярни сыграл 6 матчей, 570 минут, заработал 1 жёлтую карточку.

## Карьера тренера
В августе 2007 года Ярни начал работу ассистентом главного тренера «Хайдука», а в октябре того же года занял пост главного тренера, подписав с клубом контракт на один год, но «Хайдук» занял низкое для него 5-е место и Ярни покинул свой пост. В 2010 году тренер возглавлял другой хорватский клуб — «Истра 1961». В 2013 году хорват снова вернулся к тренерской деятельности, возглавив боснийский клуб «Сараево». Перед Ярни была поставлена задача побороться за титул чемпиона Боснии.

## Мини-футбольная карьера
По окончании карьеры в профессиональном футболе Ярни выступал за мини-футбольный клуб «Бродосплит Инженеринг», а также провёл два матча за сборную Хорватии по мини-футболу, отличившись дважды.

## Вне футбола
В своём родном городе он выпускает спортивную одежду под маркой «Jarni». Периодически выступает в роли эксперта-аналитика на канале RTL Televizija, хорватском коммерческом канале, созданном в 2004 году.